# Acontiolaimus cylindricaudatus
Acontiolaimus cylindricaudatus är en rundmaskart som först beskrevs av Benjamin G. Chitwood 1951.  Acontiolaimus cylindricaudatus ingår i släktet Acontiolaimus och familjen Leptolaimidae. Inga underarter finns listade i Catalogue of Life.